# Mainza Chona
Mainza Mathias Chona (ur. 21 stycznia 1930, zm. 11 grudnia 2001) – zambijski prawnik i polityk, wiceprezydent Zambii w latach 1970–73 oraz premier Zambii w latach 1973–75 oraz 1977–78. 
Urodził się 21 stycznia 1930 w Nampeyo, niedaleko miasta Monze w Prowincji Południowej. W latach 1964–68 sprawował urząd ministra sprawiedliwości, w latach 1968–69 był ministrem spraw wewnętrznych oraz Prokuratorem Generalnym w latach 1975–78. Był również sekretarzem generalym Zjednoczonej Narodowej Partii Niepodległości (UNIP) od 1978 do 1981, ponadto sprawował funkcję ambasadora Zambii w Chinach w latach 1984–89. 25 sierpnia 1973 został mianowany premierem rządu, urząd ten piastował do 27 maja 1975. Dwa lata później, 20 lipca 1977 został wybrany ponownie na urząd premiera, urząd ten sprawował do 15 czerwca 1978. Zmarł 11 grudnia 2001. 